# (1044) Teutonia
(1044) Teutonia és un asteroide que forma part del cinturó d'asteroides i va ser descobert per Karl Wilhelm Reinmuth des de l'observatori de Heidelberg-Königstuhl, Alemanya, el 10 de maig de 1924. Teutonia es va designar al principi com 1924 RO. Més endavant va ser anomenat pels teutons, un antic poble germànic.
Teutonia orbita a una distància mitjana de 2,576 ua del Sol, podent acostar-s'hi fins a 2,206 ua i allunyar-se'n fins a 2,946 ua. La seva inclinació orbital és 4,251° i l'excentricitat 0,1436. Empra 1510 dies a completar una òrbita al voltant del Sol.